# How to Be Single
How to Be Single is een Amerikaanse romantische komedie uit 2016 van Christian Ditter, gebaseerd op Liz Tuccillo's gelijknamige boek uit 2008. De vier hoofdrollen zijn voor Dakota Johnson, Rebel Wilson, Alison Brie en Leslie Mann.

## Verhaal
Het verhaal draait om de liefdeslevens van vier vrijgezelle vrouwen in New York. Juridisch medewerkster Alice (Dakota Johnson) is onlangs ingetrokken bij haar zus Meg (Leslie Mann), een gynaecologe die probeert via een spermadonor zwanger te worden. Alice sluit vriendschap met een collega, feestbeest Robin (Rebel Wilson). Deze introduceert haar bij barman Tom (Anders Holm), met wie ze naar bed gaat. Tom ziet eigenlijk niets in langetermijnrelaties, maar is tot over zijn oren verliefd op Lucy (Alison Brie), die via datingsites op zoek is naar de perfecte man en in de bar waar hij werkt geregeld afspraakjes heeft.

## Rolverdeling
| Acteur           | Personage | Opmerkingen       |
| ---------------- | --------- | ----------------- |
| Dakota Johnson   | Alice     |                   |
| Rebel Wilson     | Robin     | collega van Alice |
| Alison Brie      | Lucy      |                   |
| Leslie Mann      | Meg       | zus van Alice     |
| Anders Holm      | Tom       | barman            |
| Nicholas Braun   | Josh      | ex van Alice      |
| Jason Mantzoukas | George    |                   |
| Colin Jost       | Paul      |                   |
| Jake Lacy        | Ken       |                   |
| Sarah Ramos      | Michelle  |                   |
| Damon Wayans jr. | David     |                   |

## Productie
Al in 2008, toen Tuccillo's boek uitkwam, kocht New Line Cinema de filmrechten. Oorspronkelijk was het de bedoeling dat Drew Barrymore de regie zou doen, maar uiteindelijk nam Christian Ditter die taak op zich.